# Krukówka (województwo podlaskie)
Krukówka – wieś w Polsce położona w województwie podlaskim w otoczeniu lasów i licznych pół uprawnych, w powiecie kolneńskim, w gminie Mały Płock. 
Podczas spisu powszechnego w 2011 r. zamieszkiwało ją 49 osób.
Wierni kościoła rzymskokatolickiego należą do parafii Znalezienia Krzyża Świętego w Małym Płocku.

## Historia
W latach 1921–1939 wieś leżała w województwie białostockim, w powiecie kolneńskim (od 1932 w powiecie ostrołęckim), w gminie Mały Płock.
Według Powszechnego Spisu Ludności z 1921 roku zamieszkiwało tu 59 osób w 12 budynkach mieszkalnych. Miejscowość należała do parafii rzymskokatolickiej w m. Mały Płock. Podlegała pod Sąd Grodzki w Kolnie i Okręgowy w Łomży; właściwy urząd pocztowy mieścił się w m. Mały Płock.
W latach 1975–1998 miejscowość administracyjnie należała do województwa łomżyńskiego.